# 20. sekretariát ústředního výboru Komunistické strany Číny
20. sekretariát ústředního výboru Komunistické strany Číny (čínsky v českém přepisu Čung-kuo kung-čchan-tang ti-er-š’-ťie čung-jang šu-ťi-čchu, pchin-jinem Zhōngguó Gòngchǎndǎng dìèrshíjiè Zhōngyāng Shūjichù, znaky 中国共产党第二十届中央书记处) je od roku 2022 skupinou několika členů ústředního výboru Komunistické strany Číny, která je částí širšího vedení Komunistické strany Číny a podílí se na každodenním řízení strany jako výkonný orgán politbyra a stálého výboru politbyra.
Dvacátý sekretariát byl zvolen 23. října 2022 na prvním zasedání 20. ústředního výboru zvoleného na závěr XX. sjezdu KS Číny. Sekretariát sestává ze sedmi osob (stejně jako v předešlém volebním období) – vede jej Cchaj Čchi jako výkonný tajemník, členy sekretariátu jsou dále Š’ Tchaj-feng, Li Kan-ťie, Li Šu-lej, Čchen Wen-čching, Liou Ťin-kuo a Wang Siao-chung. Z minulého volebního období nezbyl v sekretariátu nikdo, Cchaj Čchi byl členem politbyra minulého volebního období (v letech 2017–2022), ostatní tajemníci jsou v užším vedení strany noví.

## Složení sekretariátu
Jako úřad je uvedeno zaměstnání a funkce vykonávané v době členství v sekretariátu.
| Minulé období                  | Jméno                         | Rok narození                  | Úřady a funkce                                                      | Úřady a funkce                               | Úřady a funkce                |                               |
| Minulé období                  | Jméno                         | Rok narození                  | civilní stranické                                                   | civilní státní a jiné                        | vojenské                      |                               |
| Výkonný tajemník sekretariátu  | Výkonný tajemník sekretariátu | Výkonný tajemník sekretariátu | Výkonný tajemník sekretariátu                                       | Výkonný tajemník sekretariátu                | Výkonný tajemník sekretariátu | Výkonný tajemník sekretariátu |
| ------------------------------ | ----------------------------- | ----------------------------- | ------------------------------------------------------------------- | -------------------------------------------- | ----------------------------- | ----------------------------- |
| 19. politbyro                  | Cchaj Čchi 蔡奇               | 1955                          | člen stálého výboru politbyra                                       |                                              |                               |                               |
| Ostatní tajemníci sekretariátu |                               |                               |                                                                     |                                              |                               |                               |
| –                              | Š’ Tchaj-feng 石泰峰          | 1956                          | člen politbyra, vedoucí oddělení jednotné fronty ÚV                 | místopředseda celostátního výboru ČLPPS      |                               |                               |
| –                              | Li Kan-ťie 李干杰             | 1964                          | člen politbyra, vedoucí organizačního oddělení ÚV (od dubna 2023)   |                                              |                               |                               |
| –                              | Li Šu-lej 李书磊              | 1964                          | člen politbyra, vedoucí oddělení propagandy ÚV                      |                                              |                               |                               |
| –                              | Čchen Wen-čching 陈文清       | 1960                          | člen politbyra, tajemník politické a právní komise ÚV               |                                              |                               |                               |
| –                              | Liou Ťin-kuo 刘金国           | 1955                          | člen ÚV, zástupce tajemníka Ústřední komise pro kontrolu disciplíny | předseda Státní kontrolní komise             |                               |                               |
| –                              | Wang Siao-chung 王小洪        | 1957                          | člen ÚV                                                             | státní poradce a ministr veřejné bezpečnosti |                               |                               |